# Seierstadfjorden
Seierstadfjorden er en fjord i Fosnes kommune i Trøndelag fylke i Norge. Fjorden går 4 kilometer mod syd på østsiden af øen Jøa, mellem Gyltfjorden i nord og Lyngholmfjorden i syd. Fjorden starter i nord mellem Seierstad i vest og Ølhammaren i øst, og ender i syd ved Vedøya.
Fylkesvej 777 krydser fjorden via færgeforbindelse mellem Seierstad og Ølhammaren.